# Нагорнов, Михаил Михайлович
Наго́рнов, Михаи́л Миха́йлович (род. 10 декабря 1983 года) — российский исполнитель на классической гитаре, педагог.

## Биография
Родился 10 декабря 1983 года в Симферополе. Обучение музыке начал в возрасте 14 лет. Стал заниматься классической гитарой в ДШИ «Малая академия искусств» города Казани под руководством педагога Гульнары Шайхутдиновой. Школу окончил экстерном за три года, а в 2001 году поступил в Казанское музыкальное училище имени И. В. Аухадеева. Здесь его педагогом стал российский гитарист и композитор, заслуженный деятель искусств Республики Татарстан Виталий Харисов. В его же классе продолжилось обучение в Казанской государственной консерватории имени Н. Г. Жиганова и аспирантуре.
Ещё в годы учёбы за высокие творческие достижения Нагорнов был удостоен стипендии Министерства культуры Российской Федерации «Юные дарования» (2004—2005), а в 2009 году — Министерства образования Республики Татарстан). В августе 2009 года прошёл курс обучения в гитарной школе в рамках VI Международного фестиваля классической музыки в Бодруме (Турция).
Участвовал в творческих встречах и мастер-классах известных музыкантов, среди которых: Николай Комолятов (Россия), Владимир Доценко (Украина), Филипп Вилла (Франция), Зоран Дукич (Хорватия), Давид Павлович (Венгрия), Марчин Дылла (Польша), Аниелло Дезидерио (Италия).
С 2010 года преподает гитару на кафедре народных инструментов Казанской консерватории. С этого же года концертирует и выступает с мастер-классами, концерты проходят в залах филармоний в Новосибирске и Оренбурге, в культурном центре Образцовой в Санкт-Петербурге, городах Татарстана, Ярославле, Нижнем Новгороде, Екатеринбурге и Курганской области, Тюмени, Ижевске, Чебоксарах , Ульяновске, Йошкар-Оле. Участники и гости мастер-классов неизменно отмечают его умение работать с гитаристами любого возраста, а слушатели концертов — «безупречную исполнительскую технику в сочетании с богатством звуковой палитры», и «тонкий и поэтически проникновенный звук, завораживающий своим „гитарным интеллектуализмом“». Является одним из авторов и организаторов гитарного абонемента «Многоликая гитара» в Казани.
С 2018 года выступает в качестве приглашенного педагога летних и зимних гитарных школ в России — «Гитарный ренессанс» (Курганская область), «Летняя гитарная школа Юрия Кузина» (Новосибирск).
В настоящее время[какое?] помимо Казанской консерватории преподает также в Казанском государственном институте культуры.

## Награды
- 2004 год — I премия XIII Открытого конкурса молодых исполнителей на народных инструментах им. С. Сайдашева (Казань);
- 2004 год — III премия Международного конкурса исполнителей на классической гитаре (Тольятти);
- 2007 год — Дипломант Международного фестиваля-конкурса «Tabula Rasa»;
- 2009 год — III премия Международного конкурса «Гитара в XXI веке» (Казань)[17];
- 2009 год — Дипломант X Международного конкурса исполнителей на классической гитаре (Нижний Новгород);
- 2009 год — III премия VIII Международного конкурса исполнителей на классической гитаре и ансамблей гитаристов (Белгород);
- 2010 год — II премия VII Международного фестиваля гитары имени мастера И. Е. Кузнецова (Магнитогорск);
- 2011 год — II премия Международного конкурса исполнителей на гитаре «Виртуозы гитары» (Санкт-Петербург)[18];
- 2011 год — II премия Международного конкурса исполнителей на классической гитаре имени Фраучи (Нижний Новгород);
- 2014 год — III премия Международный фестиваль-конкурс «Классическая гитара», (Новосибирск);
- 2015 год — II премия Международного конкурса имени С. Д. Орехова, (Казань)[19];
- 2016 год — II премия Международного конкурса «Классическая гитара», (Новосибирск)[20] — в финале выступил с малым симфоническим оркестром «Новосибирск», главный дирижёр — И. Новиков[21];
- 2018 год — II премия Международного музыкального фестиваля «Магия гитары» (Санкт-Петербург)[22][23][24].

## Работа в жюри конкурсов
- Международный конкурс исполнителей на народных инструментах им. С.Сайдашева (Казань)[25][26]
- Международный фестиваль-конкурс «Кубок пятерых» (Казань)[27]
- Международный конкурс исполнителей на народных инструментах «Кубок Поволжья»(Казань)[28][29][30]
- Международный конкурс музыкально-инструментального исполнительства «Kazan Music Йорт» (Казань)[31]
- Всероссийский фестиваль-конкурс «Гитарный ренессанс» (Курган)[14]
- Всероссийский конкурс юных исполнителей на народных инструментах и народной песни «Родники Удмуртии» (Ижевск)[32]
- Всероссийский конкурс молодых музыкантов-исполнителей на гитаре «Шесть весенних струн», председатель жюри (Димитровград)[33]
- Межрегиональный конкурс юных исполнителей на струнно-щипковых инструментах им. Максимова и Павлова, председатель жюри (Чебоксары)[34][35][36]
- Х, XI Республиканский конкурс исполнителей на классической гитаре им. Ю.Кырчанова, председатель жюри (Йошкар-Ола)[37]
- Всероссийский конкурс музыкального исполнительства «Созвездие юных талантов» (Казань)[38][39]
- Всероссийский конкурс исполнителей на народных инструментах «Наши надежды» (Нижний Тагил)[40]
- VI Региональный конкурс исполнителей на гитаре (Чебоксары)[41]
- I Ярославский областной открытый конкурс молодых исполнителей на классической гитаре (Ярославль)[42].